# Лодина (Сяноцький повіт)
Лодина (пол. Łodzina) — село в Польщі, у гміні Сянік Сяноцького повіту Підкарпатського воєводства.
Населення — 287 осіб (2011).

## Розташування
Знаходиться за 12 км на північному сході від Сяніка і 48 км на південний схід від Ряшева на лівому березі Сяну.

## Назва
У 1977-1981 рр. в ході кампанії ліквідації українських назв село називалося Ленґі (пол. Łęgi).

## Історія
На 01.01.1939 у селі було 460 жителів (360 українців-грекокатоликів, 65 українців-римокатоликів, 20 поляків і 15 євреїв). Також була читальня «Просвіти». Село належало до Сяніцького повіту Львівського воєводства.
Після Другої світової війни Надсяння, попри сподівання українців на входження в УРСР, було віддане Польщі, а корінне українське населення примусово-добровільно вивозилося в СРСР, у їхні хати поселялися поляки. Згодом, у період між 1945 і 1947 роками тривала боротьба підрозділів УПА проти радянських військ і Війська польського.
У 1975-1998 роках село належало до Кросненського воєводства.

## Демографія
Демографічна структура станом на 31 березня 2011 року:
|          | Загалом | Допрацездатний вік | Працездатний вік | Постпрацездатний вік |
| -------- | ------- | ------------------ | ---------------- | -------------------- |
| Чоловіки | 153     | 30                 | 108              | 15                   |
| Жінки    | 134     | 30                 | 79               | 25                   |
| Разом    | 287     | 60                 | 187              | 40                   |

## Церква
У документі за 1664 р. власник села Войтих Казимир Коц згадує про зруйнування церкви і те, що о. Лука Коцовський власним коштом поставив нову церкву в Лодині.
У 1743 році була збудована нова дерев'яна греко-католицька церква Різдва Господнього. Була відновлена 1875 року, коли встановили новий іконостас.
Входила до складу Сяніцького деканату Перемишльської єпархії УГКЦ.
У 1934 році місцева парафія у складі деканату ввійшла до Апостольської Адміністрації Лемківщини.
Після виселення українців до СРСР парафіяльна церква використовується як костел.